# Бєстужево (Нижньогородська область)
Бєстужево (рос. Бестужево) — село в Арзамаському районі Нижньогородської області Російської Федерації.
Населення становить 15 осіб. Входить до складу муніципального утворення Шатовська сільрада.

## Історія
Від 2009 року входить до складу муніципального утворення Шатовська сільрада.

## Населення
| 1999 | 2002 | 2010 |
| ---- | ---- | ---- |
| 53   | ↘29  | ↘15  |